# Молодість, випуск 5-й
«Молодість, випуск 5-й» — радянський кіноальманах з двох новел 1981 року, знятий режисерами Євгеном Герасимовим, Олександром Майоровим і Семеном Морозовим на кіностудії «Мосфільм».

## Сюжет

### «Візит»
Семен приїхав до Москви, щоб побачити Марину, з якою познайомився влітку, коли вона з іншими студентами працювала у його колгоспі на збиранні картоплі. Його приїзд дуже здивував дівчину, яка встигла забути про свої літні пригоди. Семену теж було незатишно у Москві. Розсерджений герой, образившись і на себе, і на Марину, поїхав назад.

### «Смуга везіння»
За оповіданням В. Маканіна «Ключарьов і Алімушкін». Співробітнику НДІ Ключарьову пропонують місце завідувача відділу. Дізнавшись, що попередній керівник — блискучий вчений і талановитий керівник Алімушкін — був несправедливо знятий з посади, Ключарьов відмовляється від привабливої пропозиції.

## У ролях
- Олег Штефанко — Семен Круглов
- Наталія Вавілова — Марина Ковальова
- Віталій Соломін — Ключарьов
- В'ячеслав Невинний — Павло Герасимович, батько Марини
- Світлана Немоляєва — Анна Тимофіївна, мати Марини
- В'ячеслав Шликов — Ігор, шанувальник Марини
- Ніна Тер-Осипян — бабуся-сусідка
- Тетяна Божок — Зіночка, продавчиня
- Сергій Балабанов — Мишко
- Галина Польських — Ксенія Удалова
- Михайло Кононов — Карнелій Удалов
- Альоша Гусєв — Максим Удалов
- Микола Парфьонов — Михайло Ложкін
- Олена Максимова — Ложкіна
- Валентина Титова — продавчиня у зоомагазині
- Олександр Лебедєв — Валентин
- Ігор Ясулович — Грузнов, холостяк
- Валентин Голубенко — друг Валентина
- Тамара Дегтярьова — дружина Ключарьова
- Анатолій Кузнецов — зам. директора інституту
- Валентин Пєчніков — сусід Алімушкіна
- Геннадій Сайфулін — Алімушкін, вчений
- Лариса Удовиченко — Алімушкіна, коханка Ключарьова
- Вероніка Ізотова — підлегла Ключарьова
- Олег Мокшанцев — директор Інституту
- Геннадій Матвєєв — відвідувач кафе
- Євген Герасимов — хлопець у кафе
- Марія Овчинникова — Марина, секретарка у шостому відділі
- Катя Цвєткова — Олена, дочка Ключарьових

## Знімальна група
- Режисери — Євген Герасимов, Олександр Майоров, Семен Морозов
- Сценаристи — Віктор Мережко, Олександр Майоров, Валентин Черних, Кир Буличов
- Оператори — Володимир Архангельський, Георгій Рерберг, Ігор Фельдштейн
- Композитори — Дмитро Атовмян, Михайло Броннер, Сергій Жуков
- Художники — Арсеній Клопотовський, Володимир Аронін, Саїд Меняльщиков